# Îles Hochstetter
Pour les articles homonymes, voir Hochstetter.
Les îles Hochstetter (en russe : oстрова Гохштеттера, Gogstettera Yuzhnyy) sont un groupe d'îles du sud de la terre François-Joseph composé de l'île Hochstetter et de deux îlots, Gogstettera Sredniy (rocher culminant à 44 m) et ostrov Al'batros (petite terre se terminant au sud-ouest par une falaise de 10 m de haut).
Située au nord de l'île Salm, l'île principale mesure 6,5 km de long sur 4 km de large. Elle est entièrement couverte par une calotte glaciaire. Au nord existe un petit lac alimenté par le glacier.
Elles ont été nommées en l'honneur de l'explorateur Ferdinand von Hochstetter.